# Clactoniense

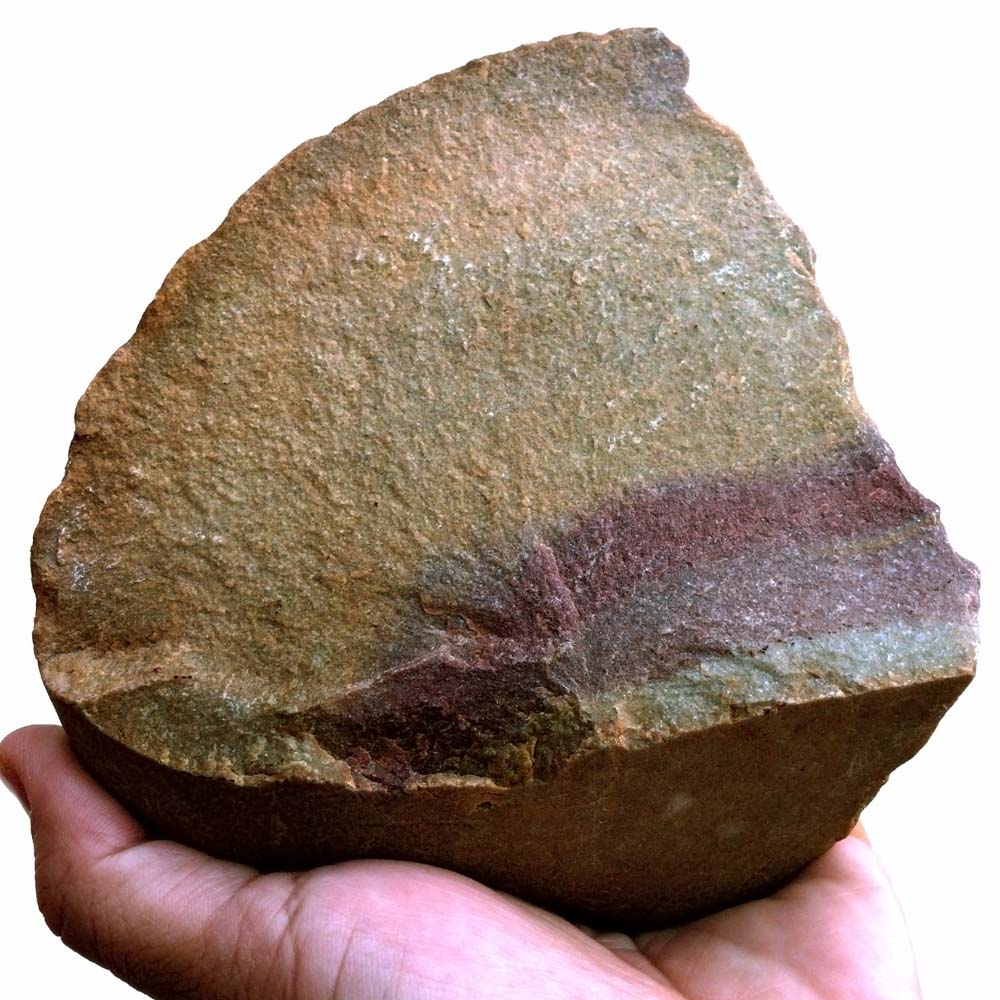
Lasca clactoniense

Clactoniense ou Clactoniano é o nome dado pelos arqueólogos a uma indústria lítica de fabricação de ferramentas de sílex que data da primeira parte do período interglacial conhecido como Mindel-Riss, Hoxniano ou Holstein (c. 400 000 anos atrás). Ferramentas clactonienses foram feitas pelo Homo heidelbergensis.
É nomeado após achado de 400 000 anos feitos por Hazzledine Warren em um paleocanal em Clacton-on-Sea, no condado inglês de Essex em 1911. Os artefatos encontrados incluíam seixos talhados e lascas de sílex e a ponta de um eixo de madeira trabalhada, juntamente com os restos de um elefante gigante e um hipopótamo. Mais exemplares de ferramentas foram encontrados em sítios como a cova de Barnfield e a cova de Rickson, próximo a Swanscombe, em Kent, e Barnham, em Suffolk; indústrias semelhantes foram identificadas por toda a Europa Setentrional. A indústria clactoniense consistia em lascas irregulares e espessas a partir de um núcleo de sílex, o que foi então como um chopper. As lascas teriam sido usadas como facas ou raspadores rudimentares. Diferente das ferramentas olduvaienses, das quais as clactonienses derivavam, algumas eram entalhadas, implicando que elas eram acopladas em um cabo ou eixo. O retoque é incomum e o bulbo de percussão nas lascas indica o uso de um percutor.
Uma "versão egípcia" da indústria clactoniense foi proposta em 1972, baseada em escavações nas margens do rio Nilo, em um terração de 30 m.

## A Controvérsia Clactoniense

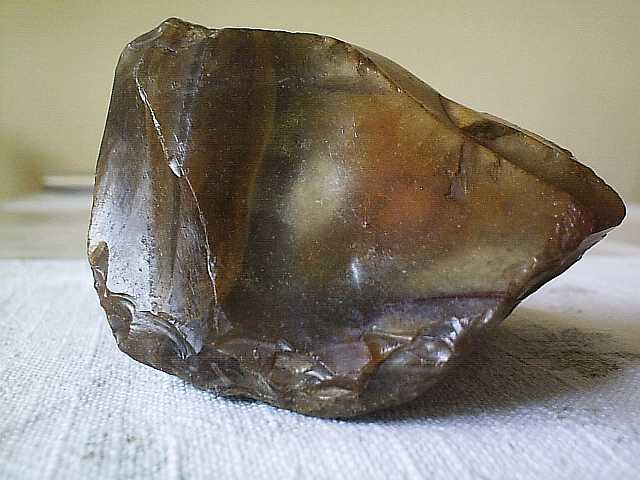
Biface clactoniense.

A indústria clactoniense pode ter coexistido com a indústria acheulense, que usava técnicas básicas idênticas, mas que também tinham a tecnologia biface; ferramentas feitas por trabalho bifacial de um núcleo de sílex.
A justificativa para considerar o Clactoniense como uma tradição distinta do Acheulense foi posta em questão em um artigo de 1994.  A indústria clactoniense pode de fato ser a mesma coisa que a Acheulense e somente avaliada como sendo diferente devido ao fato de suas ferramentas serem acheulenses feitas por indivíduos que não tinham necessidade de bifaces na ocasião em que as fizeram. As diferenças no ambiente e na disponibilidade e qualidade das matérias-primas locais podem ser responsáveis pelas diferenças entre as duas indústrias, que, a certa altura, só foram percebidas pelos arqueólogos modernos.
Entretanto, a escavação de 2004 de um elefante abatido do Pleistoceno no sítio Southfleet Road da High Speed 1, em Kent, recuperou inúmeras ferramentas de sílex clactonienses, mas nenhum biface. Como um biface seria mais útil que um chopper no desmembramento de uma carcaça de elefante, isto é considerado uma forte evidência de que o Clactoniense é uma indústria separada. Havia disponível sílex de qualidade suficiente na área e é provável que o povo que cortava o elefante não possuísse conhecimento para fazer o mais avançado biface. Apoiadores do Clactoniense como uma indústria independente apontam para a carência de evidências concretas a favor de ela ter sido uma indústria acheulense anômala. A proveniência precisa das poucas ferramentas bifaciais atribuídas ao Clactoniense (que aponta para uma influência acheulense) está em debate.
A cronologia tradicional do Clactoniense sendo seguido pelo Acheulense é também cada vez mais desafiado desde quando ferramentas acheulense foram encotradas em Boxgrove, Sussex e High Lodge, em Suffolk. Esses achados vêm de depósitos conectados com o Estágio Angliano, a glaciação que precedeu o Estágio Hoxniano e, portanto, precederia o Clactoniense. Se elas são ou não indústrias separadas, aparentemente fabricantes de ferramentas clactonienses e acheulenses tiveram contato cultural um com o outro.